# 打氣筒

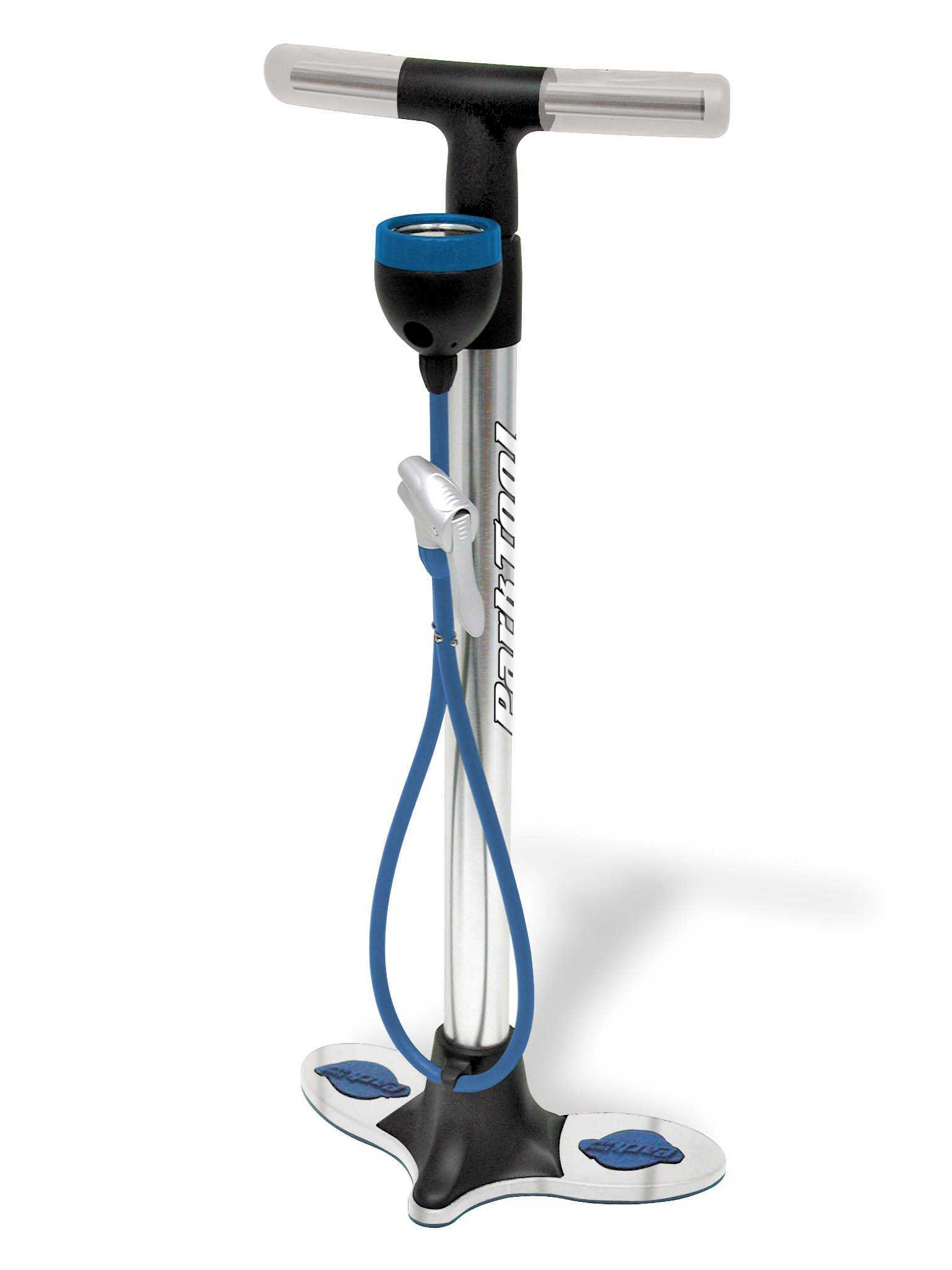
站立式自行车打气筒

打气筒（英語：Bicycle pump）是一种单向输出泵，主要用于给自行车、球、充氣床等物品注入气体。

## 概述
一般的打气筒都会有一个圆筒形的泵体，泵体内有一个活塞，活塞连接着T字形的手柄，泵体另一端用软管连接，软管末端链接需要打气的物品。接口一般都有防止漏气的装置（如自行车的气门芯，因此需要使用专门的金属接头衔接气筒软管与需要打气的物品。
打气筒通常可分为脚踏式、手持式、站立式等等，另外也有使用电机驱动的电动式打气筒。另外一般的打气筒是只能在按压手柄的时候压入空气，最近也出现了在拉出手柄时同样可以压入空气的双动泵。